# (4069) Blakee
(4069) Blakee es un asteroide perteneciente al cinturón de asteroides, descubierto el 7 de noviembre de 1978 por Eleanor F. Helin y el también astrónomo Schelte John Bus desde el Observatorio del Monte Palomar, Estados Unidos.

## Designación y nombre
Designado provisionalmente como 1978 VL7. Fue nombrado Blakee en honor al astrónomo estadounidense Lawrence E. Blakee.